# Jason Norville
Jason Norville, född 9 september 1983, är en före detta fotbollsspelare från Trinidad och Tobago. Han debuterade för landslaget 2003.